# Lilltjärnen (Torps socken, Medelpad, 693487-152022)
Lilltjärnen är en sjö i Ånge kommun i Medelpad och ingår i Ljungans huvudavrinningsområde.